# Rathaus Essen
Das heutige Essener Rathaus ist seit 1979 Sitz der Essener Stadtverwaltung und befindet sich in der Innenstadt der Stadt Essen. Es sind drei Vorgängergebäude bekannt.

## Heutiges Rathaus

### Planungen
Im Februar 1941 entwarf der Baudezernent Sturm Kegel einen Zukunftsplan für den Stadtkern, bei dem es bereits den Plan zur Errichtung eines neuen Rathauses östlich der Schützenbahn gab. Dabei sollte das alte Rathaus als Büro- und Geschäftshaus weitergeführt werden. Nach dem Zweiten Weltkrieg, im Jahr 1949, wurden die Pläne von Sturm Kegel im Capitol-Theater vorgestellt, die zur Neuordnung der Innenstadt einen Rathausbau östlich der Schützenbahn vorsahen.
Am 27. April 1963 wurde ein Architektenwettbewerb zum Bau eines Rathauses östlich der Schützenbahn ausgeschrieben.

„Das heutige Rathaus genügt seit langem weder räumlich noch funktionsmäßig den Anforderungen einer Großstadt von 730.000 Einwohnern. Die Dienststellen der Stadtverwaltung mussten daher in zahlreichen Gebäuden verstreut untergebracht werden, was sich für Dienstbetrieb und Publikumsverkehr äußerst nachteilig auswirkt. Es ist daher beabsichtigt, ein neues, modernen Anforderungen entsprechendes, alle zentralen Dienststellen aufnehmendes Rathausgebäude, ein Symbol der Stadt und ihrer Selbstverwaltung, auf einem zur Verfügung stehenden geeigneten Gelände der Kernstadt zu errichten.“

Die eingereichten Entwürfe stammten unter anderem von den  Architekten Will Schwarz, Horst Berger, Werner Ruhnau, Rolf Allerkamp (Sohn von Franz Allerkamp), Wilhelm Seidensticker und Hans Rotthoff. Am 17. Juni 1963 wählte eine Jury aus 79 Entwürfen den des Bochumer Architekten Theodor Seifert auf den ersten Platz, und einen des Braunschweiger Architekten Friedrich Wilhelm Kraemer auf den zweiten Platz. Seiferts Entwurf wurde von Ludwig Mies van der Rohe gelobt. Seifert entwarf zunächst zwei 126 Meter hohe Bürotürme mit je 28 Stockwerken, die einen niedrigen Mitteltrakt flankierten. Dazu sollte eine einhundert Meter breite Betonplatte die Straße Schützenbahn und den Porscheplatz für ein Einkaufszentrum überdecken. Die beiden Bürotürme galten jedoch als unwirtschaftlich, zu teuer, unpraktisch im Gebrauch und nicht energieeffizient. Im Mai 1967 folgte der Abschluss des Architekten- und Ingenieurvertrags mit Theodor Seifert und der Firma Friedrich Krupp Bauplanung. Am 8. Juni 1970 wurde ein Zusatzvertrag mit Seifert zur Baureifmachung der Pläne für den Mitteltrakt und die Turmuntergeschosse unterzeichnet. Hinzu kam am 21. Juli des Jahres ein Zusatzvertrag mit der Firma Friedrich Krupp Bauplanung. Am 29. Oktober 1970 folgte die Konstituierung des städtischen Sonderausschusses Rathausneubau.
Am 22. März 1971 verabschiedete man sich im Sonderausschuss Rathausneubau aus Kostengründen vom Doppelturmrathaus. Nach dem Gedanken an ein vierflügeliges Gebäude kam man auf den heutigen Bau mit 23 Stockwerken auf Y-förmigem Grundriss, der vom nun vorgelagerten Ratstrakt getrennt ist. Dieser Entwurf wurde am 28. Juni 1971 von Seifert vor dem Sonderausschuss präsentiert. Zwei Verträge zwischen der Stadt Essen und der Neuen Heimat Städtebau NRW wurden am 21. Oktober 1972 gemacht: 1. Übernahme der Generalunternehmerschaft für den Rathausneubau durch die Neue Heimat, 2. Verkauf des City-Center-Grundstücks an die Neue Heimat und Bau-Auftrag des City-Centers. Die Fertigstellung der baureifen Pläne des Architekten Seifert erfolgte am 31. Mai 1974. Die Ausschreibung des Bauvorhabens wurde am 19. August 1974 veröffentlicht. Die veranschlagten Kosten lagen zu dieser Zeit bei 130 Millionen DM.

### Bau des Rathauses
Der Rat der Stadt Essen fasste am 20. März 1975 den Ratsbeschluss zum Baubeginn. Die Gesamtvorlage des Rathausneubaus ging zu dieser Zeit von 164 Millionen DM aus. Zuletzt lagen die tatsächlichen Baukosten bei 189 Millionen DM. Der erste Spatenstich fand am 1. Juli 1975 durch den Oberbürgermeister Horst Katzor auf dem Ribbeckplatz statt, der zuvor als Kirmesplatz genutzt worden war. Gut zwei Monate später, am 24. September 1975, wurde das bis dahin größte Betonfundament der Bundesrepublik Deutschland für das Rathaus gegossen. Die offizielle Grundsteinlegung durch den Oberbürgermeister Horst Katzor erfolgte am 1. Juli 1976. Eine Besonderheit stellte die Liste der sonst üblichen Festgäste dar, die durch einhundert von einem städtischen Computer ausgewählten Bürgern ergänzt worden war. Man hatte zu dieser auch erwähnt, dass die Urkunde der Grundsteinlegung von einem Computer ausgedruckt worden war. In die kupferne Grundsteinhülse legte man die auf einer Tonbandkassette aufgezeichnete Festrede, Essener Tageszeitungen, deutsche Geldmünzen, die Olympia-Sonderprägung der kanadischen 5-Dollar-Münze, einen Essener Stadtplan, Statistiken über die Stadt Essen und den Ferienspatzkalender des Jahres 1976. Das Richtfest wurde genau zwei Jahre später, am 1. Juli 1977, gefeiert.

### Eröffnung
Die offizielle Eröffnung des Rathauses fand am 7. November 1979 mit einer ersten Ratssitzung und einem Festakt für geladene Gäste statt. Darauf folgte vom 8. bis zum 11. November die feierliche Eröffnung des Rathauses und des angrenzenden City-Centers für das Publikum.
Ein auf dem Dach des Rathauses montierter Laserstrahl (zuerst kurzzeitig rot, später grün) schwenkte von Beginn an über das Stadtgebiet. Aufgrund der Störanfälligkeit und hoher Kosten der damals noch recht neuen Technik wurde das Gerät jedoch schon bald demontiert. Die Universität Essen übernahm es dann zu Forschungszwecken.

### Lage des Rathauses
Das neue Rathaus war das erste der Stadt, das einen neuen Standort im Osten des Stadtkerns am Porscheplatz bekam, der 1951 nach dem gerade verstorbenen Ferdinand Porsche benannt worden war. Den Namen Porscheplatz trugen auch die dortigen Haltestellen des ÖPNV. Im Zuge des Fahrplanwechsels der damaligen Essener Verkehrs-AG im Dezember 2009 wurden die Bus- und U-Bahn-Haltestellen von Porscheplatz in Rathaus Essen umbenannt. Auf einer Betonplatte, die räumlich über große Teile des ursprünglichen Porscheplatzes und der Straße Schützenbahn gelegt wurde, entstand 1979 das Einkaufszentrum City Center Essen. Mit diesem wurde das Rathaus an das Stadtzentrum angebunden. Nach mehrjährigem Umbau wurde es am 25. März 2010 als Rathaus Galerie Essen neu eröffnet. In diesem Zug erhielt das Rathaus einen neuen überdachten Haupteingang.

### Rathausgebäude

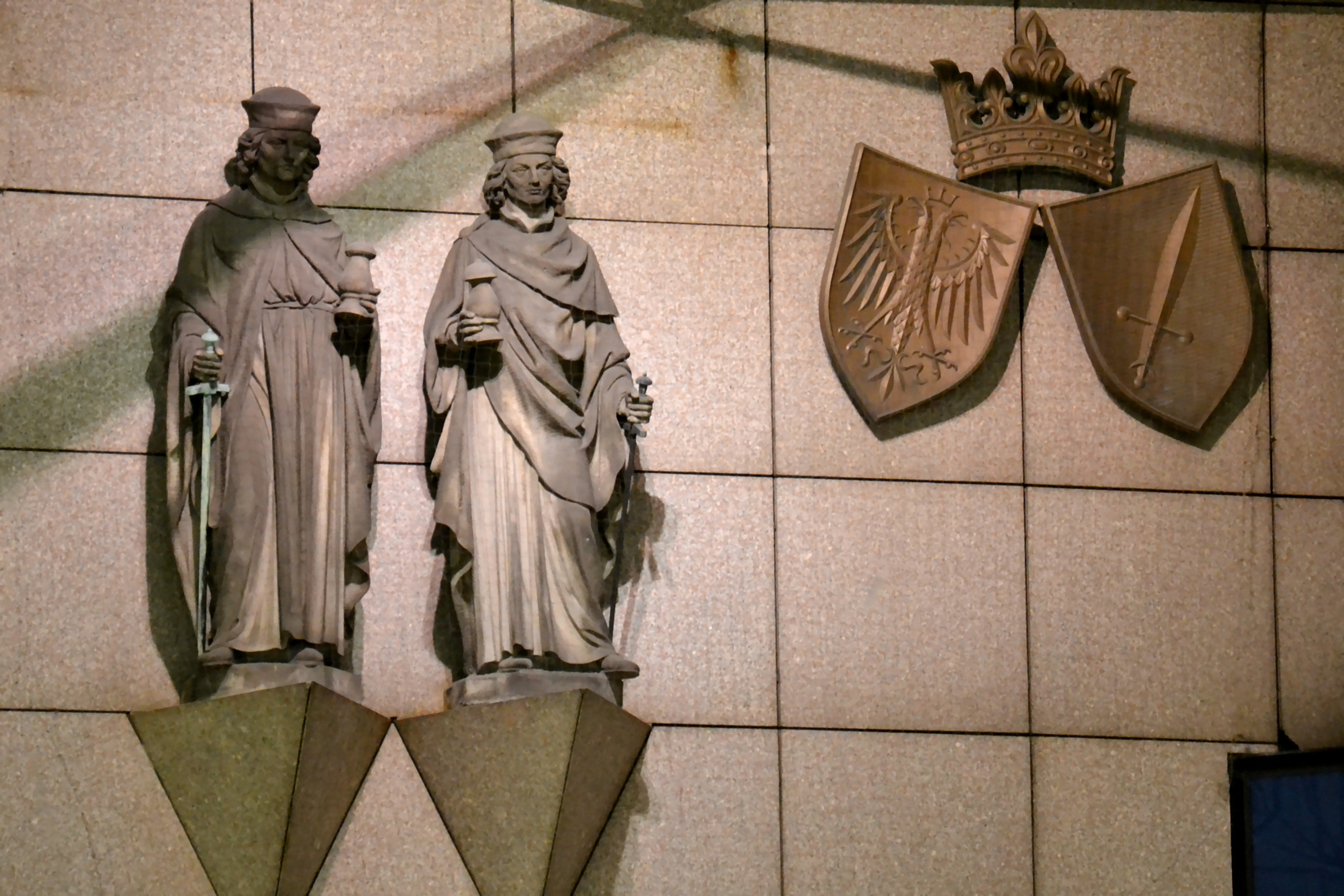
Die Essener Stadtpatrone Cosmas und Damian als Sandsteinskulptur am Rathauseingang in der Rathausgalerie

Das Rathaus hat eine Höhe von 106 Metern bei 23 Stockwerken. Von der 22. Etage in etwa 100 Metern Höhe hat man von einem Besucherbereich aus einen Blick über das Stadtgebiet sowie auf einen Teil des Ruhrgebiets. Das Gebäude hat den Grundriss eines Y, wird jedoch in seiner Ansicht durch den nachträglichen Anbau mehrerer Fluchttreppenhäuser beeinträchtigt, die auf der Nord- und Ostseite außen angebracht werden mussten, da sie in der Planung nicht berücksichtigt worden waren.
Für den Bau des Gebäudes wurden 60.000 Kubikmeter Beton, 6500 Tonnen Baustahl sowie über 360 Kilometer Stromkabel verwendet. Außerdem sind 15.000 Leuchtstofflampen, 3285 Fenster und 2100 Türen eingebaut worden.
In 330.000 Kubikmeter umbautem Raum sind 69.000 Quadratmeter Bürofläche, ein parlamentarischer Bereich, über 700 Parkplätze in einer mehrstöckigen Tiefgarage, das 1991 im Erdgeschoss eröffnete Theater im Rathaus und diverse Räume für Technik untergebracht. Das Rathaus bietet etwa 1900 Arbeitsplätze.
Die bereits im Staffelgiebel des alten Rathauses am Markt befindlichen Sandsteinskulpturen der Heiligen Cosmas und Damian, geschaffen von Heinrich Kröger, die zugleich Stadtpatrone der Stadt Essen sind, sind im Eingangsbereich des Rathauses in der Rathausgalerie angebracht.
Am 24. Oktober 2018 musste das gesamte Gebäude erstmals evakuiert werden. Grund war die nicht mehr gegebene Verkehrssicherheit aufgrund eines totalen Stromausfalls, der durch einen technischen Defekt ausgelöst wurde. Auch die Notbeleuchtung, die Notaufzüge und die Telefonanlage waren betroffen. Nach Fehlerbehebung wurde der Betrieb am Folgetag wieder aufgenommen.

### Planungen Bürger-Rathaus/Verwaltungscampus
Die Stadt Essen plante die Errichtung eines separaten Bürger-Rathauses, in dem Verwaltungseinheiten untergebracht werden sollten, die bisher in mehreren im Stadtgebiet verteilten, angemieteten Bürogebäuden angesiedelt sind. Dazu gehören das Jobcenter Essen, Teile des Jugendamts, das Amt für Soziales und Wohnen sowie ein Familien- und ein Bildungspunkt. Erste Planungen sahen vor, dass das neue Gebäude im Dezember 2026  bezugsfertig sein sollte. Aus nicht mehr gegebener Wirtschaftlichkeit des Bauprojektes wurden die bisherigen Planungen im September 2022 verworfen. Der Beschluss zur Planung des Bürger-Rathauses wurde 2017 vom Rat der Stadt Essen gefasst. Der Gebäudekomplex sollte auf dem Grundstück des 2015 geschlossenen Hauptbades und des Jobcenters Essen Mitte (vormals Gesundheitsamt) zwischen der Bernestraße und der Steeler Straße entstehen. Eine ebenfalls dort befindliche Kindertagesstätte ist 2020 in einen nahe gelegenen Neubau gezogen. Die Gesamtkosten des Bürger-Rathausneubaus bezifferte die Stadt im September 2019 mit 114,28 Millionen Euro, im Juni 2021 mit rund 161 Millionen Euro. Nach einem internationalen Architektenwettbewerb, der vom 14. September bis 19. Dezember 2018 stattfand, entschied man sich am 10. Juli 2019 aus 14 eingesandten Entwürfen für den der Generalplanungsteam agn Niederberghaus & Partner GmbH aus Ibbenbüren. Die Abrissarbeiten der Bestandsgebäude begannen im Frühjahr 2021. Der Beginn des Neubaus war ab Januar 2024 vorgesehen.
Als Nachfolgeprojekt für das Bürger-Rathaus ist ein Verwaltungscampus geplant. Dieses soll ebenfalls auf dem Grundstück an der Bernestraße, Ecke Steeler Straße umgesetzt werden. Die voraussichtlichen Gesamtkosten für den Bau stehen aktuell noch nicht fest. Ein möglicher Baubeginn ist für 2027 angedacht, eine Fertigstellung im Jahr 2029.

## Vorgeschichte
Im Jahr 1244 erhielt Essen das Stadtrecht und das Privileg zum Bau der Essener Stadtmauer.  Daraus entwickelte sich in der zweiten Hälfte des 13. Jahrhunderts eine Ratsverfassung, wobei der Rat die städtische Regierung bildete und die Rolle der Obrigkeit übernahm. 1272 ist erstmals ausdrücklich ein Essener Stadtrat erwähnt, woraus man auf die Existenz eines Ratsgebäudes schließen kann.  Der Rat vertrat die Interessen der Stadt nach außen und wahrte die öffentliche Ordnung im Innern. Dazu gehörten die Feuerpolizei, die Überwachung des Marktrechts,  die öffentlichen Bauaufgaben, die Erhebung von Steuern und die Verwaltung des städtischen Vermögens sowie die Rechtsprechung. Für diese Aufgaben wurde ein Gebäude benötigt – das Rathaus. Die erste Erwähnung eines Rathauses (domus consulum) findet sich in einer lateinischen Urkunde vom 15. Dezember  1301, die sich im Stadtarchiv befindet, als es um eine Bude in der Nähe des Rathauses innerhalb der Stadtmauer gelegen geht.
Alle Vorgängergebäude des heutigen Essener Rathauses standen auf dem gleichen Grundstück gegenüber der Marktkirche, an der Südseite des alten Markts an der Ecke zur Kettwiger Straße. Vom 13. bis ins 19. Jahrhundert war hier das politische und wirtschaftliche Zentrum der Stadt. Nach Abriss des dritten Essener Rathauses (1878–1964) entstand hier das bis 1986 wieder niedergelegte Wertheim-Kaufhaus. Darauf folgte das heutige Geschäftshaus am Markt.

### Vorgängergebäude

#### 13. Jahrhundert bis 1840: mittelalterliches Gebäude

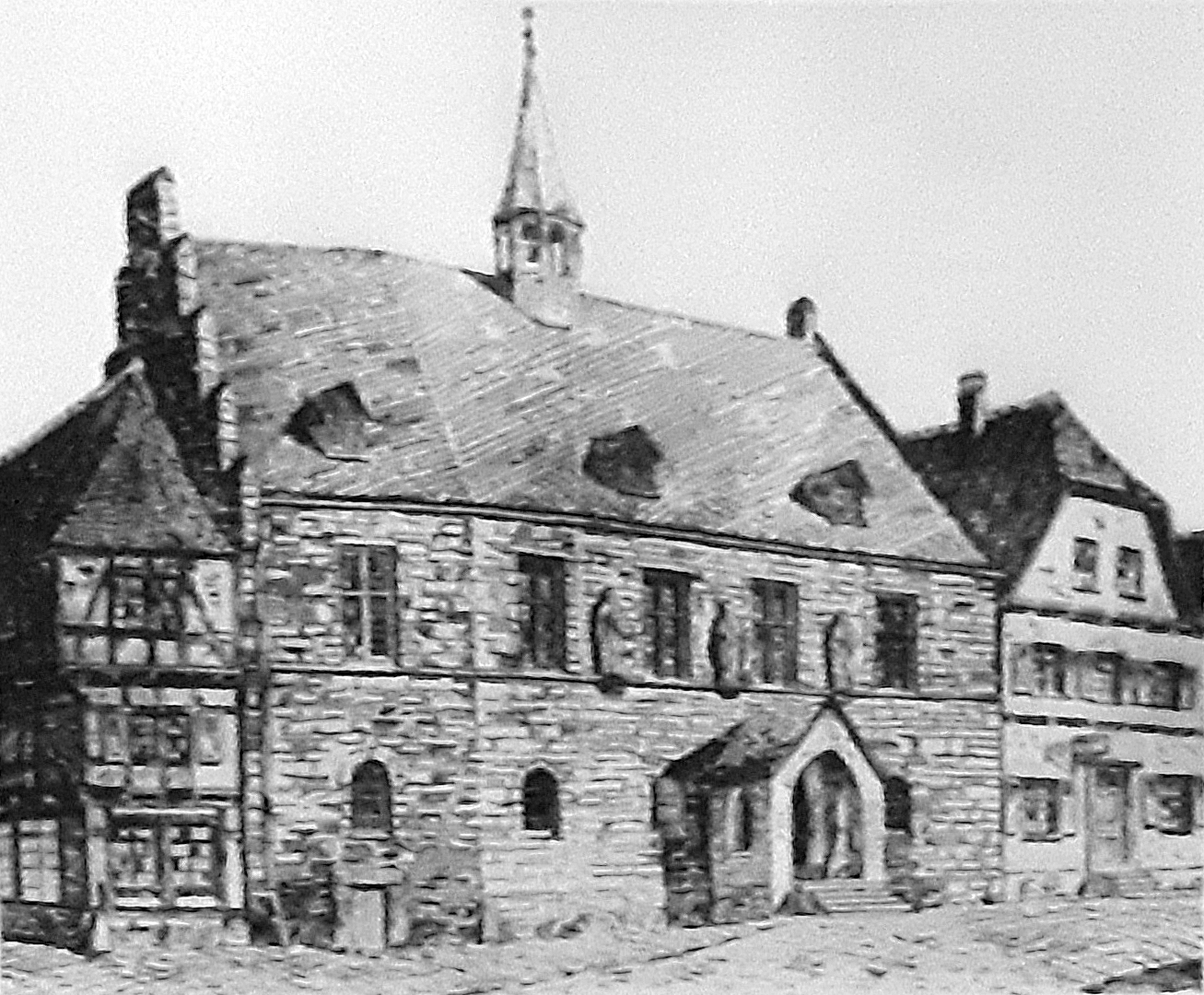
Spätere Rekonstruktionszeichnung des mittelalterlichen Rathauses der Stadt Essen im Jahr 1823

Man nimmt an, dass das erste Rathaus nach einem großen Stadtbrand 1275 errichtet wurde. Es ist davon auszugehen, dass es mehrfach umgebaut, erweitert aber auch wiederaufgebaut wurde. Nach einem weiteren großen Essener Stadtbrand im Jahr 1438 folgte vermutlich ein Wiederaufbau. Das mittelalterliche Rathaus diente nicht nur dem Rat als Versammlungsort, sondern war gleichzeitig Gerichtsgebäude, Festsaal, Kauf- und Lagerhaus. Wie in anderen Städten befand es sich am Markt und hob sich durch seine Größe und Gestalt von umliegenden Gebäuden ab. 1483 wurde die Ratsglocke mit der Inschrift MCCCCLXXXIII Assendensis consulates campana constructa (1483 wurde die Glocke des Essener Rats gefertigt) und dem darunter befindlichen Schwertwappen der Stadt gegossen. Sie hing im Dachreiter des Rathauses. Beim Abriss des 1842 erbauten zweiten Rathauses im Jahr 1884 lag darin ein Haufen alten Gerümpels, der an einen ansässigen Schlossermeister verkauft wurde. Darunter befand sich auch die alte Ratsglocke, die der Schlossermeister später einem Verwandten in Erfurt schenkte. Durch Bemühungen des ortsgeschichtlichen Vereins gelangte die Glocke wieder nach Essen zurück und wurde im September 1901 auf einer ortsgeschichtlichen Ausstellung zur Schau gestellt. Danach kam sie ins damalige städtische Kunstmuseum an der Bismarckstraße. Heute befindet sich die alte Ratsglocke im Ruhr Museum.
Für die Jahre 1546 und etwa 1576 sind größere Umbaumaßnahmen belegt. Vermutlich erhielt das Rathaus in dieser Zeit seine spätgotische Gestalt. Seine Lage ist auf einer späteren Rekonstruktionszeichnung ersichtlich. Es stand mit einer Längsseite am Markt südlich gegenüber der Marktkirche.
Das Haus war ein massives, zweigeschossiges Steingebäude auf einer Grundfläche von etwa 180 Quadratmetern. Es hatte zwei hohe Staffelgiebel an West- und Ostseite. Im Obergeschoss befanden sich der Ratssaal und die Ratsstube, in der unter anderem der Bürgermeister Johann Conrad Kopstadt (1821–1833) und sein Nachfolger Bertram Pfeiffer (1833 bis zum Abriss) arbeiteten. Hinzu kamen eine Schreibstube und die Stube der sogenannten Vierundzwanziger, die die Kontrolle des Rates hatten sowie Schränke der Gewandschneider. Im Erdgeschoss boten Tuchhändler in einem Saal ihre Waren an. An der Fassade befanden sich die in Stein gehauenen Figuren der Stadtheiligen Cosmas und Damian sowie mittelalterliche Bildsäulen der Mutter Gottes. Die Fassade war grau getüncht und hatte kleine Rundbogenfenster. Die Hochparterre besaß eine steile, geländerlose Steintreppe zum Markt hin. Hier gab es eine Wachstube für zwei Polizeidiener. In der ersten Zeit befand sich neben dem Rathaus eine Gerichtshalle. Wie zu dieser Zeit nicht außergewöhnlich, wurde das Gebäude auch anderweitig genutzt.
Anfang des 19. Jahrhunderts entsprach das bisherige mittelalterliche Rathaus nicht mehr den veränderten Rahmenbedingungen der kommunalen Selbstverwaltung, denn es war noch auf das Raumprogramm der mittelalterlichen Stadtverfassung und der Funktion des Magistrats als städtische Obrigkeit ausgerichtet. Nachdem das Stift Essen am 18. April 1803 aufgelöst worden war, fiel die Stadt Essen mit dem gesamten Stiftsgebiet an Preußen. Die mittelalterliche Stadtverfassung wurde am 28. Februar 1804 von der preußischen Regierung aufgehoben. Damit verlor der Magistrat die Rolle der Obrigkeit, denn Preußen setzte neben dem Magistrat, der den Gemeindevorstand repräsentierte, zu dessen Kontrolle eine ehrenamtlich tätige Gemeindevertretung ein, die Stadtverordnetenversammlung. Außerdem wuchs die Bevölkerung bereits in der ersten Hälfte des 19. Jahrhunderts immer schneller, und zwar von rund 3500 Einwohnern im Jahr 1803 auf über 8700 Einwohner im Jahr 1849. Damit war das erste mittelalterliche Rathaus bereits bald zu klein für die wachsenden Verwaltungsaufgaben geworden. Zudem war das alte Gebäude in einem schlechten Zustand. Zunächst war ein Umbau nach Plänen aus dem Jahr 1835 von Heinrich Theodor Freyse (1774–1851), Bruder des Architekten Heinrich Johann Freyse, im Stil des Klassizismus vorgesehen.

#### 1842 bis 1884: klassizistisches Gebäude von Freyse

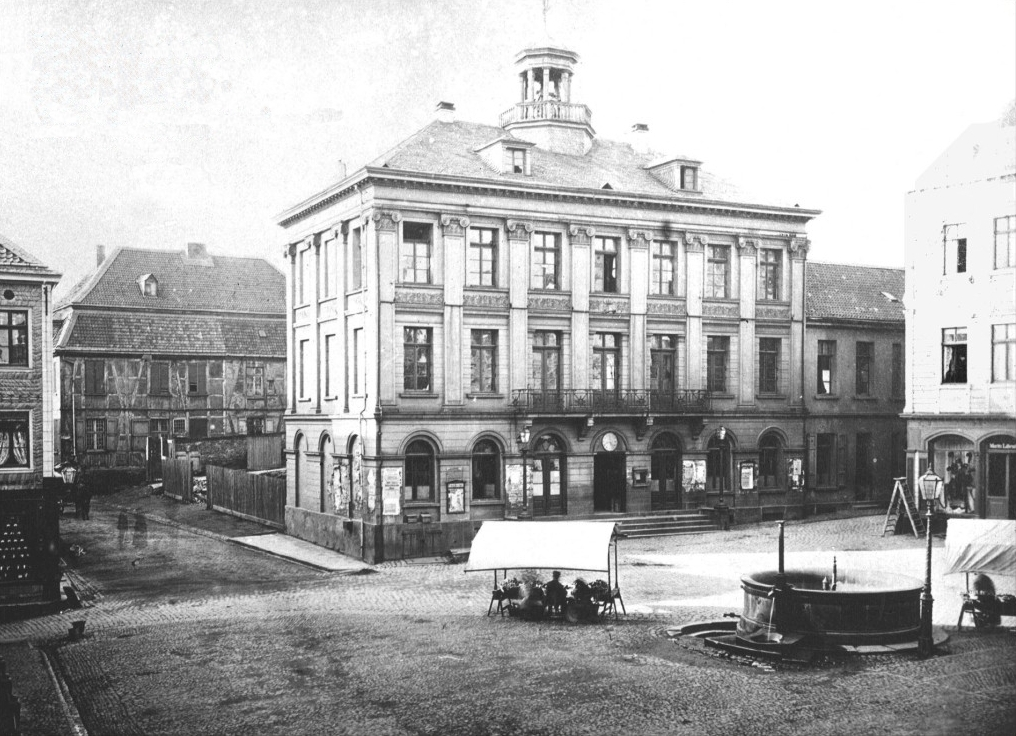
Rathausgebäude 1842 bis 1884

Der Beschluss zum Umbau des mittelalterlichen Rathauses aus dem Jahr 1835 wurde 1839 zurückgezogen und Heinrich Theodor Freyse mit einem Neubau beauftragt. Zu dieser Zeit zog man als Standort auch den Burgplatz in Betracht, was nicht umgesetzt wurde. Neue finanzielle Möglichkeiten erlaubten, dass das alte Rathaus 1840 abgerissen wurde, da der Bürgermeister Bertram Pfeiffer eine Regulierung der Schulden beim preußischen Staat erreicht hatte, die seit dem Dreißigjährigen Krieg auf der Stadt lasteten. In den Jahren 1840 bis 1842 wurde ein dreistöckiger, klassizistischer Bau an der Stelle des Vorgängergebäudes errichtet. Er hatte mit rund 210 Quadratmetern eine etwas größere Grundfläche, eine breite Freitreppe vor drei Eingangstüren zum Markt und einen darüberliegenden Balkon mit gusseisernem Geländer. In der schmaleren Gebäudeseite zur Burgstraße hin (heute Kettwiger Straße) befanden sich in allen drei Etagen Blindfenster. Die Grundsteinlegung fand zum Geburtstag des neuen preußischen Königs Friedrich Wilhelm IV., dem 15. Oktober 1840, statt.
Genau zwei Jahre später, am 15. Oktober 1842 wurde der Neubau eingeweiht und seiner Bestimmung übergeben. Das Festprogramm begann am Vorabend mit einem Gesangs- und Instrumentalkonzert, bei dem unter anderem die Komposition Hallelujah von Georg Friedrich Händel vorgetragen wurde. Vorangegangen waren Geschützsalven. Morgens um 6 Uhr wurde der Festtag mit Geschützsalven vor allen Stadttoren, Musik vom Turm des Rathauses und Glockengeläut angekündigt. Auf allen öffentlichen Gebäuden wehten die National- und die städtische Flagge. Um 9 Uhr folgte eine öffentliche Feier am Burggymnasium, wobei mit dem Schlussgesang erneut Geschützsalven abgegeben wurden. Um 11.30 Uhr zogen Bürgermeister, Stadträte und Mitglieder der städtischen Bau-Kommission mit musikalischer Begleitung an der Spitze vom zwischenzeitlichen Verwaltungslokal zum neuen Rathaus, auf dessen Treppenstufen sie vom Baumeister Freyse mit einer Rede empfangen wurden. Dann erhielt der Bürgermeister den Schlüssel, wobei er sich beim Stadtrat und der Essener Bürgerschaft für geäußerte Wünsche bedankte. Im Erdgeschoss befand sich eine Polizeistation. Dieses Rathaus wurde im Zuge der einsetzenden Industrialisierung und der rasant anwachsenden Stadt schnell zu klein. 1870 zählte die Stadt Essen 51.840 Einwohner und hatte damit innerhalb von 40 Jahren ihre Einwohnerzahl verzehnfacht.

#### 1878 bis 1964: neugotisches Gebäude von Zindel

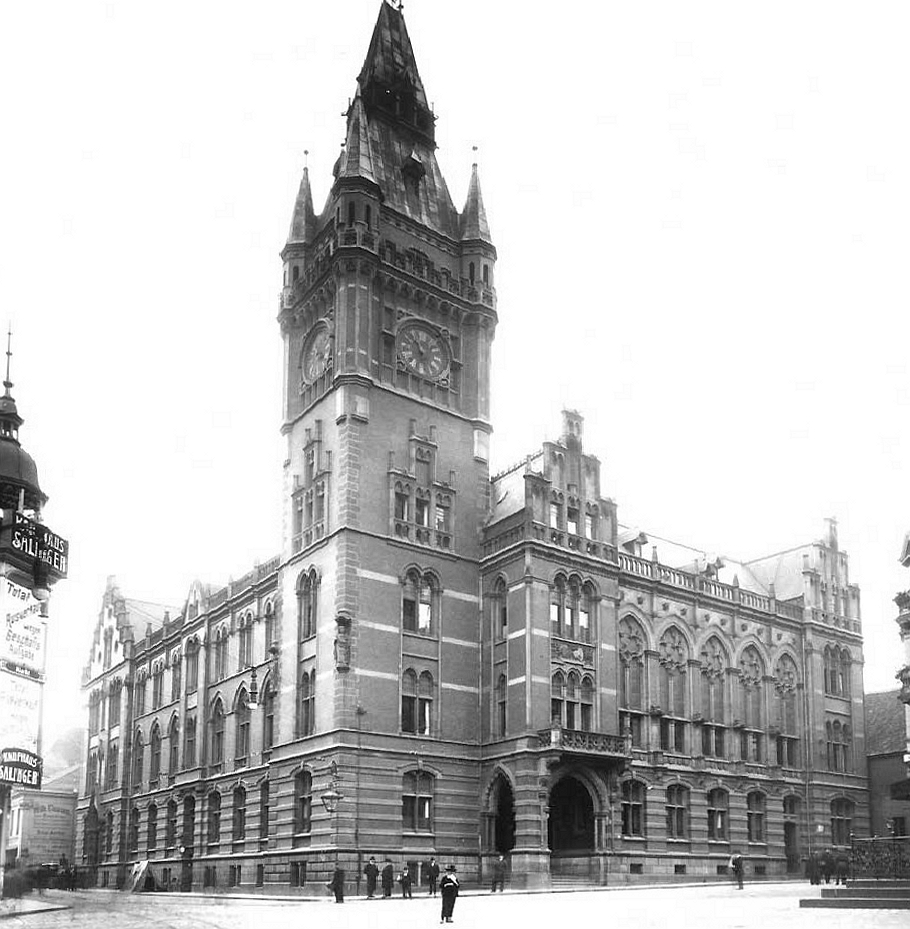
Rathausgebäude 1878–1964

Daraufhin wurde der Vorgänger des heutigen Rathauses, ein repräsentatives, neugotisches Gebäude nach einem Entwurf des Architekten Peter Zindel, zwischen 1878 und 1888 erbaut und im Zweiten Weltkrieg, insbesondere bei einem Luftangriff am 5. März 1943, schwer beschädigt, wobei besonders der markante Turm getroffen war. Von November 1964 bis Januar 1965 wurde es nach Wiederaufbau abgerissen, nachdem das Grundstück an den Wertheim-Konzern verkauft worden war.

#### 1964 bis 1979: kein Rathaus-Gebäude
Vor der Eröffnung des heutigen Rathauses am neuen Standort östlich der Straße Schützenbahn hatte Essen 15 Jahre lang, von 1964 bis 1979, kein Rathaus. Nach dem Verkauf des alten Rathausgrundstücks gegenüber der Marktkirche an den Wertheim-Konzern waren Mitte der 1960er Jahre noch keine Mittel vorhanden, um einen Neubau zu finanzieren. Es gab zudem noch keine endgültigen Pläne dazu. Übergangsweise nutzte man für Ratssitzungen das im Zweiten Weltkrieg unversehrte Rathaus der ehemaligen Bürgermeisterei Kray-Leithe und den wiederaufgebauten Saalbau. Der Oberbürgermeister und der Oberstadtdirektor waren im 1964 als solchen geschlossenen Amerikahaus Ruhr untergebracht, dem heutigen Europahaus mit Stratmanns Theater am Kennedyplatz. Dieses kleine Haus wurde in diesen 15 Jahren von den Bürgern spöttisch als Rathäuschen bezeichnet und steht heute unter Denkmalschutz.
Der Rat der Stadt Essen tagte in den Jahren von 1955 bis 1979 monatlich im Kammermusiksaal des Saalbaus, da im teilzerstörten dritten Rathaus kein Sitzungssaal mehr eingerichtet wurde.